# Saadani
Saadani (auch: Sadani) ist ein kleiner Fischerort in Nordost-Tansania an der Küste des Indischen Ozeans nördlich von Dar es Salaam und Bagamoyo. Er liegt im Distrikt Bagamoyo am Saadani-Nationalpark und hat etwa 800 Einwohner. Dieser heute unscheinbare Ort hat eine bedeutende Geschichte hinter sich, an die eine Reihe von Gebäuderuinen erinnert.

## Suahelistadt
Saadani gehört zu den alten Suahelisiedlungen, in denen die Verbindung der einheimischen Bevölkerung mit arabischen, persischen und indischen Händlern eine neue Kultur und Sprache heranwachsen ließ. Sie erhielt sich bis zur Kolonialzeit ein weitgehendes Maß an Unabhängigkeit. Nach dem Umzug des omanischen Sultans auf die Insel Sansibar erkannte Saadani zwar die Oberhoheit des Sultans an, blieb aber einer der wenigen Küstenorte, in denen kein Statthalter des Sultans (liwali) stationiert wurde. 1882 wurde ein Versuch der Streitkräfte von Sansibar abgewehrt, die direkte Kontrolle zu übernehmen.

## Zentrum des Karawanenhandels
Im 19. Jahrhundert war das Küstenstädtchen ein bedeutender Ausgangspunkt für den Karawanenhandel, der zwischen der ostafrikanischen Küste und dem Inland bis hin zum Tanganjikasee und Kongo verlief. Es verdankte seine Bedeutung der günstigen Lage gegenüber von Sansibar. Die wachsende internationale Nachfrage nach Elfenbein sowie nach Sklaven vor allem für die aufblühende Plantagenwirtschaft Sansibars ließ den ostafrikanischen Küstenhandel aufblühen.
Bagamoyo, Saadani und Pangani waren die Orte, von denen die Trägerkarawanen auf der Hauptstrecke über Tabora nach Ujiji ihren Ausgang nahmen.
Auch bei europäischen Entdeckern und Missionaren war Saadani bekannt. Burton und Speke begannen hier 1858 ihre Entdeckungsreise ins Innere des Kontinents. Der spätere deutsche Gouverneur Hermann von Wissmann war 1881 einer der Afrikareisenden, die ihre Reise in Saadani beendeten.
Unter der Regierung seines lokalen Sultans Bwana Heri (ab ca. 1870) behauptete Saadani seine Autonomie und wuchs zu einer Konkurrenz für das südlich gelegene Bagamoyo heran.

## Kolonialzeit

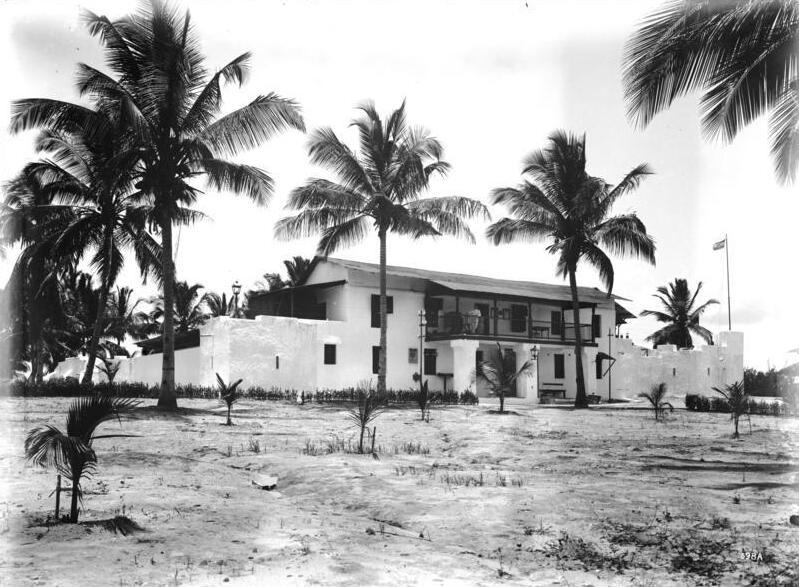
Die deutsche Boma von Saadani vor dem 1. Weltkrieg

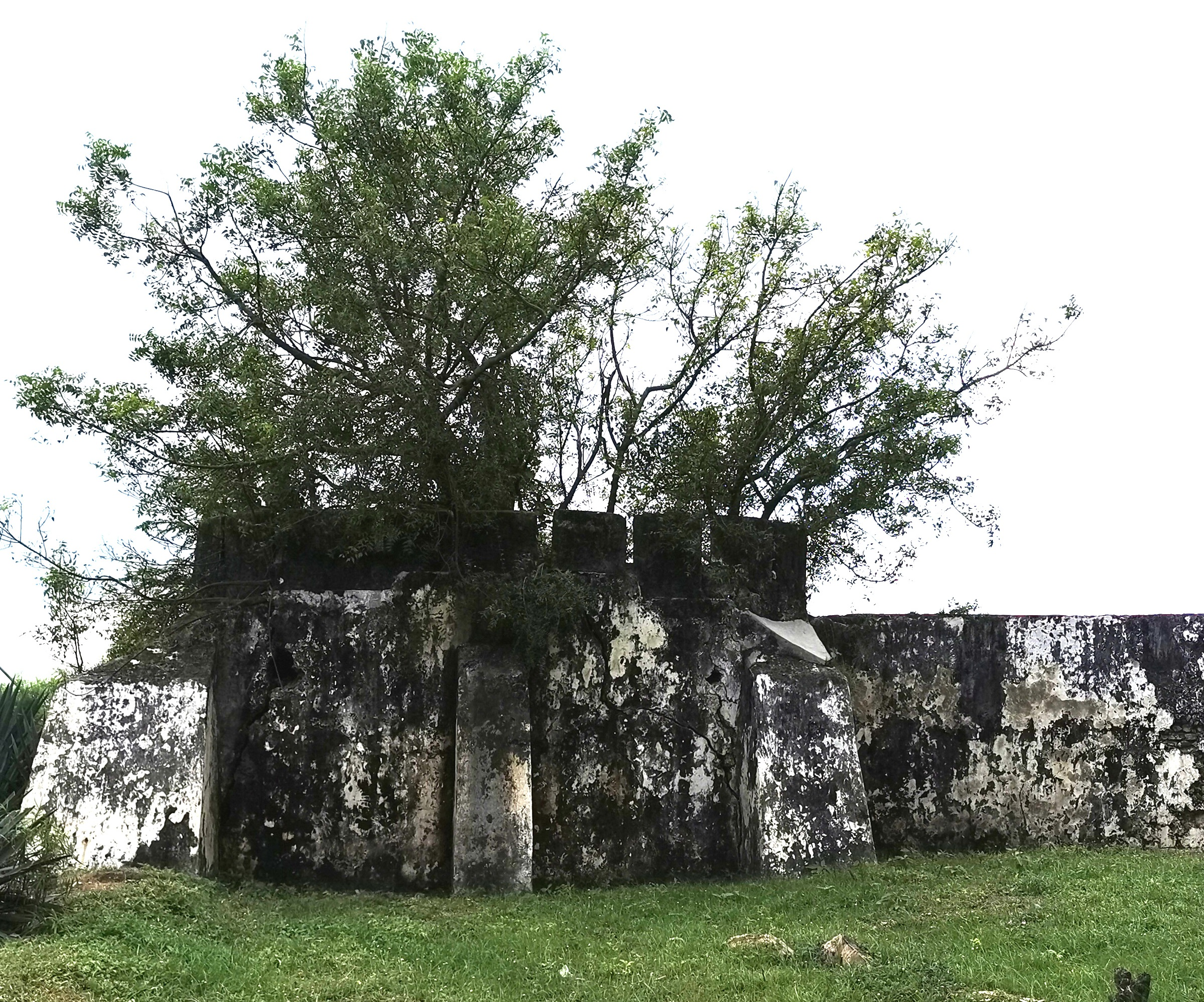
Eckbastion der Boma heute

Als nomineller Bestandteil des zanzibarischen Küstengebietes sah sich auch Saadani 1888 dem Anspruch der Deutsch-Ostafrikanischen Gesellschaft gegenüber, die die Kontrolle über dieses Gebiet übernehmen wollte.

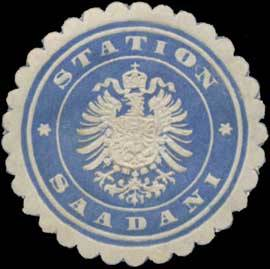
Siegelmarke Station Saadani

Als am 18. August 1888 nach dem Hissen der deutschen Flagge der Aufstand der ostafrikanischen Küstenbevölkerung in Pangani losbrach, schloss sich Sultan Bwana Heri von Saadani umgehend der Bewegung an. Dies führte zum Beschuss des Ortes durch deutsche Kriegsschiffe am 6. Juni 1889. Nach der Kapitulation Bwana Heris vor seinem alten Bekannten Wissmann folgte seine Rückkehr nach Saadani und der Wiederaufbau des Ortes.

## Verlust der wirtschaftlichen Bedeutung
Gleichwohl bedeutete die Kolonialzeit das allmähliche Ende der wirtschaftlichen Bedeutung der Stadt. Ein Großteil des Seeverkehrs verlagert sich allmählich von den Dhaus auf moderne Dampfschiffe. Für diese war die Reede Saadania aber zu flach; größere Schiffe mit 6 m Tiefgang mussten 6 Kilometer außerhalb des Hafens auf Reede liegen. Hinzu kam der Bedeutungsverlust des Karawanenweges durch den Bau der Tanganjikabahn vor dem Ersten Weltkrieg von Dar es Salaam über Tabora nach Kigoma.
Der bedeutende Handelsort schrumpfte zu einem Fischerdorf. Dieses liegt heute innerhalb der Saadani Game Reserve.